# Briceño (kommun i Boyacá, lat 5,69, long -73,93)
Briceño är en kommun i Colombia.   Den ligger i departementet Boyacá, i den centrala delen av landet, 120 km norr om huvudstaden Bogotá. Antalet invånare är 2 748.